# Temporada 1996-97 de los Sacramento Kings
La temporada 1996-97 fue la duodécima de los Kings en la NBA en su ubicación en Sacramento, California, y la cuadragésimo novena en la liga, tras jugar las últimas trece en Kansas City. La temporada regular acabó con 34 victorias y 48 derrotas, ocupando el noveno puesto de la Conferencia Oeste, no logrando clasificarse para los playoffs.

## Elecciones en elDraft
| Ronda | Puesto | Jugador         | Posición | Nacionalidad   | Universidad/club |
| ----- | ------ | --------------- | -------- | -------------- | ---------------- |
| 1     | 14     | Peja Stojaković | Alero    | Yugoslavia     | PAOK BC          |
| 2     | 41     | Jason Sasser    | Alero    | Estados Unidos | Texas Tech       |

## Temporada regular
| División Pacífico        | División Pacífico | División Pacífico | División Pacífico | División Pacífico | División Pacífico | División Pacífico | División Pacífico | División Pacífico |
| Equipo                   | G                 | P                 | %                 | PD                | Casa              | Fuera             | Div               |                   |
| ------------------------ | ----------------- | ----------------- | ----------------- | ----------------- | ----------------- | ----------------- | ----------------- | ----------------- |
| y-Seattle SuperSonics    | 57                | 25                | .695              | –                 | 31–10             | 26–15             | 16–8              |                   |
| x-Los Angeles Lakers     | 56                | 26                | .683              | 1                 | 31–10             | 25–16             | 18–6              |                   |
| x-Portland Trail Blazers | 49                | 33                | .598              | 8                 | 29–12             | 20–21             | 15–9              |                   |
| x-Phoenix Suns           | 40                | 42                | .488              | 17                | 25–16             | 15–26             | 13–11             |                   |
| x-Los Angeles Clippers   | 36                | 46                | .439              | 21                | 21–20             | 15–26             | 10–14             |                   |
| Sacramento Kings         | 34                | 48                | .415              | 23                | 22–19             | 12–29             | 8–16              |                   |
| Golden State Warriors    | 30                | 52                | .366              | 27                | 18–23             | 12–29             | 4–20              |                   |

## Estadísticas

### Temporada regular
| Rk | Jugador            | Edad | Pos. | P  | PT | MP   | TC  | TCI  | %TC  | T3  | T3I | %T3  | TL  | TLI | %TL  | RO  | RD  | RT  | AS  | RB  | TAP | BP  | FP  | PTS  |
| -- | ------------------ | ---- | ---- | -- | -- | ---- | --- | ---- | ---- | --- | --- | ---- | --- | --- | ---- | --- | --- | --- | --- | --- | --- | --- | --- | ---- |
| 1  | Mitch Richmond     | 31   | SG   | 81 | 81 | 38.6 | 8.9 | 19.5 | .454 | 2.5 | 5.9 | .428 | 5.6 | 6.6 | .861 | 0.7 | 3.2 | 3.9 | 4.2 | 1.5 | 0.3 | 2.9 | 2.6 | 25.9 |
| 2  | Olden Polynice     | 32   | C    | 82 | 82 | 35.3 | 5.4 | 11.8 | .457 | 0.0 | 0.1 | .000 | 1.7 | 3.1 | .562 | 3.3 | 6.1 | 9.4 | 2.2 | 0.6 | 1.0 | 2.0 | 3.6 | 12.5 |
| 3  | Michael Smith      | 24   | PF   | 81 | 52 | 31.2 | 2.5 | 4.6  | .539 | 0.0 | 0.0 |      | 1.6 | 3.2 | .496 | 3.2 | 6.3 | 9.5 | 2.4 | 1.0 | 0.7 | 1.6 | 3.1 | 6.6  |
| 4  | Billy Owens        | 27   | SF   | 66 | 56 | 30.2 | 4.5 | 9.7  | .467 | 0.4 | 1.1 | .347 | 1.5 | 2.2 | .697 | 2.0 | 3.9 | 5.9 | 2.8 | 0.9 | 0.4 | 2.0 | 2.8 | 11.0 |
| 5  | Mahmoud Abdul-Rauf | 27   | PG   | 75 | 51 | 28.4 | 5.5 | 12.3 | .445 | 1.3 | 3.3 | .382 | 1.5 | 1.8 | .846 | 0.2 | 1.4 | 1.6 | 2.5 | 0.7 | 0.1 | 1.6 | 2.3 | 13.7 |
| 6  | Brian Grant        | 24   | PF   | 24 | 15 | 25.3 | 3.8 | 8.6  | .440 | 0.0 | 0.0 |      | 2.9 | 3.8 | .778 | 2.0 | 3.9 | 5.9 | 1.2 | 0.8 | 1.0 | 1.8 | 3.1 | 10.5 |
| 7  | Corliss Williamson | 23   | SF   | 79 | 31 | 25.2 | 4.7 | 9.4  | .498 | 0.0 | 0.0 | .000 | 2.2 | 3.2 | .689 | 1.8 | 2.4 | 4.1 | 1.6 | 0.8 | 0.6 | 2.0 | 3.3 | 11.6 |
| 8  | Tyus Edney         | 23   | PG   | 70 | 20 | 19.7 | 2.1 | 5.6  | .384 | 0.1 | 0.6 | .190 | 2.5 | 3.1 | .823 | 0.5 | 1.1 | 1.6 | 3.2 | 0.9 | 0.0 | 1.6 | 1.4 | 6.9  |
| 9  | Kevin Gamble       | 31   | SF   | 62 | 2  | 15.4 | 2.0 | 4.6  | .430 | 0.9 | 1.8 | .482 | 0.1 | 0.2 | .700 | 0.2 | 1.5 | 1.7 | 1.2 | 0.3 | 0.3 | 0.4 | 1.2 | 5.0  |
| 10 | Bobby Hurley       | 25   | PG   | 49 | 12 | 12.9 | 0.9 | 2.6  | .368 | 0.3 | 0.9 | .311 | 0.8 | 1.1 | .698 | 0.2 | 0.6 | 0.8 | 3.0 | 0.6 | 0.1 | 1.1 | 1.1 | 2.9  |
| 11 | Lionel Simmons     | 28   | SF   | 41 | 0  | 12.7 | 1.1 | 3.3  | .331 | 0.2 | 0.7 | .233 | 1.0 | 1.2 | .875 | 0.7 | 1.8 | 2.5 | 1.4 | 0.2 | 0.3 | 0.8 | 1.5 | 3.4  |
| 12 | Duane Causwell     | 28   | C    | 46 | 8  | 12.6 | 1.0 | 2.0  | .511 | 0.0 | 0.1 | .667 | 0.4 | 0.8 | .541 | 1.2 | 1.5 | 2.8 | 0.4 | 0.3 | 0.8 | 0.7 | 2.8 | 2.6  |
| 13 | Jeff Grayer        | 31   | SG   | 25 | 0  | 12.6 | 1.5 | 3.3  | .458 | 0.2 | 0.4 | .364 | 0.4 | 0.8 | .550 | 0.8 | 0.7 | 1.5 | 1.0 | 0.3 | 0.3 | 0.6 | 1.7 | 3.6  |
| 14 | Devin Gray         | 24   | PF   | 3  | 0  | 8.3  | 1.0 | 3.7  | .273 | 0.0 | 0.0 |      | 0.7 | 1.3 | .500 | 1.0 | 2.0 | 3.0 | 0.7 | 1.0 | 0.0 | 0.0 | 1.0 | 2.7  |
| 15 | Kevin Salvadori    | 26   | C    | 23 | 0  | 6.7  | 0.5 | 1.4  | .364 | 0.0 | 0.0 |      | 0.6 | 0.8 | .722 | 0.3 | 0.8 | 1.1 | 0.4 | 0.1 | 0.6 | 0.5 | 0.7 | 1.6  |
| 16 | Lloyd Daniels      | 29   | SG   | 5  | 0  | 5.6  | 0.4 | 3.2  | .125 | 0.4 | 2.2 | .182 | 0.0 | 0.0 |      | 0.2 | 0.6 | 0.8 | 0.2 | 0.2 | 0.0 | 0.6 | 0.8 | 1.2  |

## Galardones y récords
| Jugador        | Galardón                              |
| Mitch Richmond | 2.º Mejor quinteto de la NBA All-Star |